# Donavan Brazier
Donavan Brazier (Grand Rapids, 15 aprile 1997) è un mezzofondista statunitense, campione mondiale degli 800 metri piani a Doha 2019.

## Biografia
Due volte campione statunitense degli 800 m piani all'aperto e una al coperto, nel 2019 prese parte alle World Relays di Yokohama, conquistando la medaglia d'oro nella staffetta mista 2×2×400 metri con la connazionale Ce'Aira Brown. Lo stesso anno si laurea campione mondiale degli 800 m piani ai mondiali di Doha, facendo registrare il nuovo record dei campionati.

## Progressione

### 800 metri piani
| Stagione | Tempo   | Luogo        | Data      | Rank. Mond. |
| -------- | ------- | ------------ | --------- | ----------- |
| 2019     | 1'42"34 | Doha         | 1-10-2019 | 2º          |
| 2017     | 1'43"95 | Londra       | 9-7-2017  | 5º          |
| 2016     | 1'43"55 | Eugene       | 10-6-2016 | 10º         |
| 2015     | 1'47"55 | Shoreline    | 20-6-2015 | 190º        |
| 2014     | 1'48"61 | Greensboro   | 15-6-2014 | 333º        |
| 2013     | 1'54"36 | Grand Rapids | 1-6-2013  | 3249º       |

## Palmarès
| Anno | Manifestazione  | Sede       | Evento          | Risultato  | Prestazione | Note                                                |
| ---- | --------------- | ---------- | --------------- | ---------- | ----------- | --------------------------------------------------- |
| 2017 | Mondiali        | Londra     | 800 m piani     | Semifinale | 1'46"27     |                                                     |
| 2018 | Mondiali indoor | Birmingham | 800 m piani     | Batteria   | dq          |                                                     |
| 2019 | World Relays    | Yokohama   | 2×2×400 m mista | Oro        | 3'36"92     | Record mondiale                                     |
| 2019 | Mondiali        | Doha       | 800 m piani     | Oro        | 1'42"34     | Record dei campionati · Record nord-centroamericano |
| 2022 | Mondiali indoor | Belgrado   | 4×400 m         | Batteria   | 3'09"11     |                                                     |
| 2022 | Mondiali        | Eugene     | 800 m piani     | Batteria   | 1'46"72     |                                                     |

## Campionati nazionali
- 2 volte campione nazionale degli 800 m piani (2017, 2019)
- 1 volta campione nazionale dei 600 m piani indoor (2019)
- 1 volta campione nazionale degli 800 m piani indoor (2018)

2017
- 6º ai campionati statunitensi indoor (Albuquerque), 600 m piani - 1'16"10
- Oro ai campionati statunitensi (Sacramento), 800 m piani - 1'44"14

2018
- Oro ai campionati statunitensi indoor (Albuquerque), 800 m piani - 1'45"10

2019
- Oro ai campionati statunitensi indoor (New York), 600 m piani - 1'13"77
- Oro ai campionati statunitensi (Des Moines), 800 m piani - 1'45"62

## Altre competizioni internazionali
2019
- Vincitore della Diamond League nella specialità degli 800 m piani

2021
- Oro al New Balance Indoor Grand Prix ( New York), 800 m piani - 1'44"21